# Рисующий ветер
«Рисующий ветер» (кор. 바람의 화원?, 바람의畫員?) — южнокорейский телесериал, рассказывающий о событиях XVIII века в Корее в эпоху правления короля Чонджо и биографии известных  корейских художников Син Юн Бока и Ким Хон До. Сериал транслировался на телеканале SBS с 24 сентября по 4 декабря 2008 года по средам и четвергам в 21:55 (UTC+9).

## История создания
Действие сериала происходит в Корее в XVIII веке, в период правления короля Чонджо из династии Чосон. Сериал основан на исторических событиях периода этой династии, однако рассказывает об альтернативной истории художников Ким Хон До (Танвона) и Син Юн Бока (Хевона), делая предположение, что Хевон мог быть женщиной.

## Сюжет
Согласно сюжету сериала, в 1776 году был убит старший художник королевской Академии художеств Чан Су Хан после получения им тайного поручения от наследного принца Чонджо (будущего короля Кореи). Поручение это заключалось в написании портрета отца Чонджо, принца Садо, которого в своё время по подозрению в измене казнил дед Чонджо, король Ёнджо. Пытаясь расследовать убийство Чанг Су Хана, погибает другой художник академии Ше Чин. Вместе с ним гибнет и его жена, а его дочь бесследно исчезает.
Спустя 10 лет старший художник Ким Хон До, преподавая в Академии, обнаруживает у своего нового ученика Син Юн Бока колоссальный талант в рисовании. Хон До пытается оградить своего ученика от постоянных заговоров. Также большой потенциал в нём видит король Чонджо. Он заставляет Хон До и Юн Бока рисовать жизнь простых людей, дабы не выходя из дворца знать состояние дел в государстве. Из-за заговора старших художников академии и чиновников высших рангов оба художника вынуждены были покинуть королевский дворец.
Позже король Чонджо тайно отдаёт приказ художникам найти портрет своего отца, принца Садо, который в своё время написал Чан Су Хан. В ходе поисков Ким Хон До и Син Юн Боку, с большим трудом удаётся восстановить портрет принца. Также во время расследования выясняется, что Син Юн Бок — на самом деле женщина и дочь погибшего художника Ше Чинга, которая скрывала это, чтобы получить возможность обучаться в Академии художеств, в которое принимались только мужчины.

## В ролях
- Мун Гынён — художник Син Юн Бок
- Пак Син Ян — художник Ким Хон До
- Пэ Су Бин — король Чонджо
- Мун Чхэ Вон — Чон Хян, кисэн

Также в фильме снимались Рю Сын Рён, Юн Чжу Сан, Пак Джин У, Юн Бон Гиль, Мин Джун Хён, Хан Чжон Су, Сон Сын Ён, Ан Сок Хван, Им Чжи Ын, Ли Ин, Ли Ми Ён, Пак Хёк Квон, Ким Ю Чжон, Ан Ми На, Син Ю Чжу.

## Награды и номинации
Премия телеканала SBS 2008 года:
Победа:
- Главный приз — Мун Гынён
- Топ-10 звезд — Мун Гынён
- Лучшая молодая актриса — Ким Ю Чжон
- Награда Новая звезда — Мун Гынён и Пэ Су Бин
- Лучшая супружеская пара — Мун Гынён и Мун Чхэ Вон

Номинация:
- Лучший актёр — Пак Син Ян
- Лучшая актриса — Мун Гынён
- Лучший актёр второго плана — Рю Сын Рён

16-я церемония корейской культуры и сцены 2008 года:
- Лучшая новая актриса на телевидении — Мун Чхэ Вон

Гримме 2008:
- Лучшее достижение в киносъёмке, номинация в сериалах — Пэ Хон Су (оператор)
- Лучшая женская роль — Мун Гынён
- Лучший руководитель освещения — Сонг Ук

Baeksang Arts Awards 2009 года:
Победа:
- Лучшая актриса на телевидении — Мун Гынён

Номинация:
- Лучший сериал — Рисующий ветер
- Лучшая новая актриса на телевидении — Мун Чхэ Вон
- Самая популярная актриса на телевидении — Мун Гынён

Сеульская международная драматическая премия:
Победа:
- Самая популярная актриса — Мун Гынён

Номинация:
- Лучшая женская роль — Мун Гынён
- Лучшие мини-серии — Рисующий ветер

Международный кинофестиваль в Хьюстоне 2010 года:
- Награда «Серебряный Реми» — Рисующий ветер

Шанхайский телевизионный фестиваль 2010 года:
- Специальная премия телевизионному азиатскому сериалу — Рисующий ветер